# Jankowo (Bułgaria)
Jankowo (bułg. Янково) – wieś w Bułgarii, w obwodzie Szumen, w gminie Smjadowo. W 2024 roku liczyła 709 mieszkańców.